# Mimi Pandore
Pour plus de détails, voir Fiche technique et Distribution.
Mimi Pandore est un film français de moyen métrage réalisé par Roger Capellani, sorti en 1932.

## Synopsis
Dix-sept ans seulement et Mimi est déjà ce qu'il convient d'appeler une femme entretenue. Aussi, lorsque papa débarque chez fifille pour lui demander de venir servir à l'auberge familiale pendant les vacances, l'embarras est-il grand. Pas question bien sûr pour Mimi de lui dire la vérité, alors que faire ? Son amant trouve la solution : il se fera passer pour son patron et la suivra sur son lieu de travail. Malheureusement pour lui, les choses ne se passent pas aussi bien que prévu...

## Fiche technique
- Titre : Mimi Pandore
- Réalisation : Roger Capellani
- Scénario : Georges Dolley
- Photographie : Willy Faktorovitch
- Musique : Casimir Oberfeld
- Directeur artistique : Guy de Gastyne
- Son : Jean Lecocq
- Producteur : Paul Madeux
- Société de production : Filmtac
- Société de distribution : Pathé-Natan
- Pays de production :  France
- Format : Noir et blanc — 35 mm — 1,37:1 — Son : Mono
- Genre : Comédie
- Durée : 36 minutes
- Date de sortie : 
  - France : 1932

## Distribution
- Monette Dinay
- Jean Gobet
- Robert Darthez
- Gabrielle Fontan
- Andrée Lorraine
- Sinclair
- Georges Dorival
- Nane Germon